# アリラン (映画)
『アリラン』は、日本統治時代の朝鮮で1926年に作られたサイレントのモノクロ映画である。

## 概要
羅雲奎監督の代表作であると共に、日本統治時代の朝鮮映画の代表作でもある。民謡の「アリラン」は、この映画で歌われて有名になり、広まったものと考えられている。
主人公は、三・一独立運動に関係して投獄され、精神を病んで故郷に帰ってくる。主人公の妹を親日派が強姦しようとすると、主人公は親日派を鎌で殺して正気に返る。そして主人公は「アリラン」を聞いて再び連行されていく。
- 製作： 朝鮮キネマ
- 配給： 南洋映画社
- 監督、脚色、原作： 羅雲奎
- 撮影、編集、現像： 加藤恭平
- 出演： 羅雲奎、申一仙（朝鮮語版）、南宮雲、朱仁奎、李正淑

なお、ビラに使われたスチル写真を除いてフィルムは現存しておらず、朝鮮戦争により焼失したと考えられている（本作を含む羅雲奎の映画は一作も現存していないという）。現在でもフィルムの捜索が行われており、2005年に死去した大阪在住の映画コレクターの目録に名前があったことから注目され、東京国立近代美術館フィルムセンターが調査したが、結局朝鮮半島で撮られたフィルムは一点も見つからなかった。
韓国では現在までに6回リメイクが作られている。特に2003年のイ・ドゥヨン監督のものが有名。

## 関連書物
- 宮塚利雄著『アリランの誕生―歌に刻まれた朝鮮民族の魂』1995年、創知社